# Alepisaurus brevirostris
Az Alepisaurus brevirostris a sugarasúszójú halak (Actinopterygii) osztályának Aulopiformes rendjébe, ezen belül az Alepisauridae családjába tartozó faj.

## Előfordulása
Az Alepisaurus brevirostris a Föld összes óceánjában megtalálható.

## Megjelenése
Általában 70 centiméter hosszú, de akár 96 centiméteresre is megnőhet. Teste fénylő barnásfekete színű, alul világosabb. Hátúszóján egy sor fehér pont látható.

## Életmódja
Az Alepisaurus brevirostris mélytengeri halfaj, amely 640-1591 méteres mélységekben él. Tápláléka krill és halak.

## Felhasználása
Ez a hal ehető, de húsa nem ízletes.